# Савромати

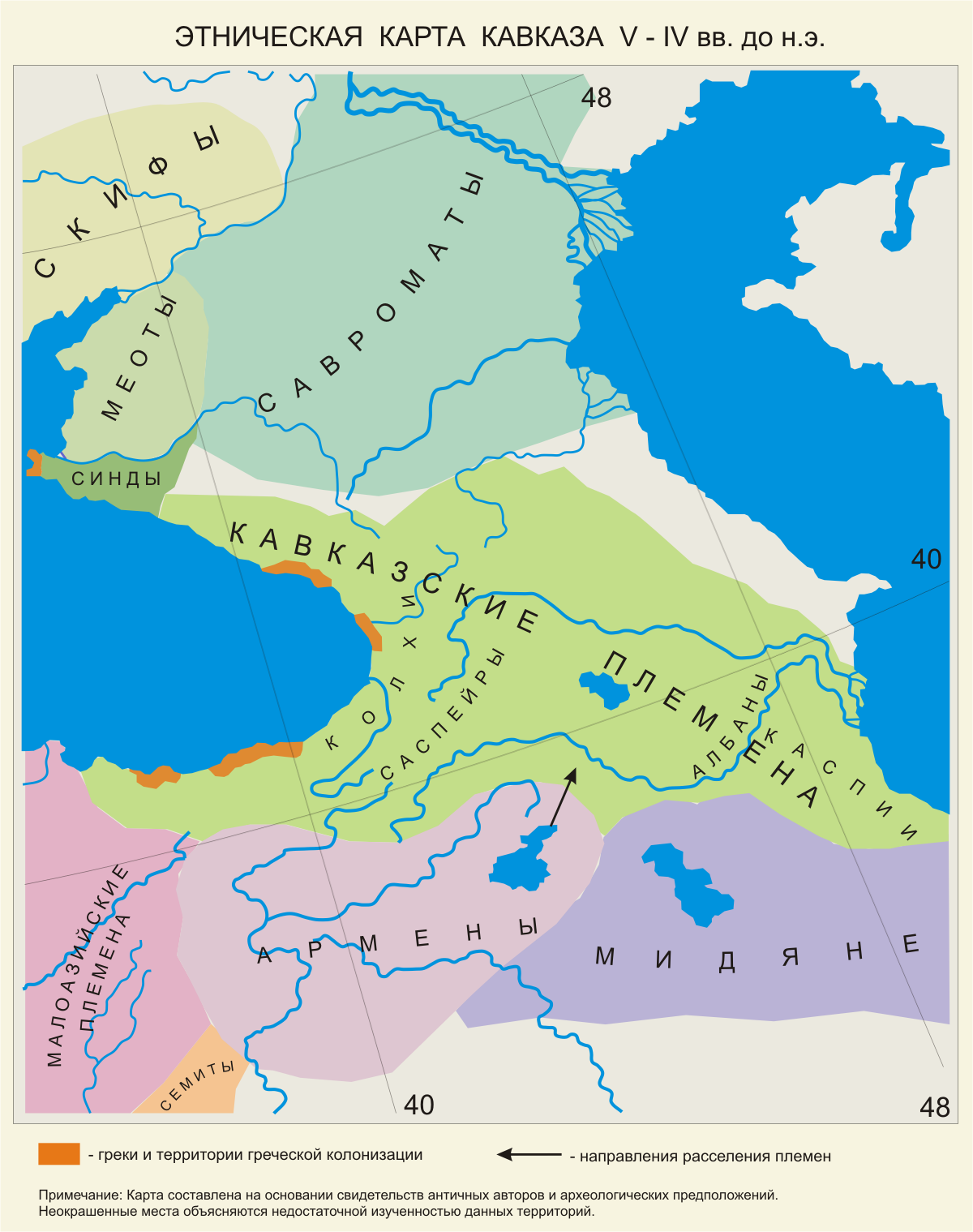
Савромати.

Саврома́ти (дав.-гр. Σαυρομάται) — кочові племена, які жили в VII—IV ст. ст. до н. е. в задонських і поволзько-уральських степах, близькі походженням, культурою і мовою до скіфів і саків.
Вперше про савроматів написав Геродот (V ст. до н. е.), який розміщував їх на схід від Танаїсу, тобто, за Доном. Північними сусідами савроматів були будини, східними — ісседони. Також Геродот відзначав високий статус жінок-воїнів у савроматському суспільстві, що відображає переказ про походження савроматів від скіфів та амазонок.
За Геродотом, савромати брали участь у передньоазіатських походах скіфів (VII ст.) та були їхніми союзниками у війні з перським царем Дарієм I (514 або 513 pp. до н. е.).
Нащадками савроматів вважають сіраків. Із III ст. до н. е. пам'ятки савроматів не відомі.

## Тлумачення назви
На думку філологів, слово «савромат» походить від давньоіранського «саоромант», що означає «оперезаний мечем» або «той, хто носить меч».
Густинський літопис (поч. XVII ст.) на с. 24 подає наступну версію:

| Греки їх за тиранство савроматами називали, тобто родом з єхидними очима, бо Σαυρος значить «єхидна», а τμμά — «око».[4] |
Відповідно, назву «Σαυροςτμμά» можна інтерпретувати як «єхидні, підлі, лукаві»[джерело не вказане 1185 днів].

## Сармати і савромати. Історія плутанини назв
У IV—II ст. до н. е. античні автори розрізняли сарматів і савроматів, однак, вже древні римляни почали ототожнювати їх, зокрема, Пліній Старший у I ст. н. е. писав:

| ...там живуть, грецькою, савромати, яких римляни називають – сармати... |
після чого ці дві назви надовго стають синонімами спочатку в античних джерелах, а потім і в багатьох працях новітніх істориків, зокрема, і українських.

### Ідея савроматської археологічної суперкультури
У 20-х роках XX ст. російський історик Пауль Рау виділив савроматські пам'ятники в Нижньому Поволжі і побачив їх схожість з одночасними пам'ятниками Південного Приуралля. Цю ідею розвинув професор історії Борис Граков, який об'єднав нижньоволзькі та південноуральські пам'ятники в єдину савроматську археологічну культуру (рос. Савроматская археологическая культура), де, на його думку, савромати — це просто перший етап цієї культури, а сармати — наступний.
Відтоді у Радянському союзі назви «сармати» і «савромати» почали вважатися тотожними і саме ця точка зору відображена у радянських енциклопедіях  — її обстоювала «московська школа» істориків на чолі з Борисом Граковим.
Російська історіографія XXI ст. розвинула гіпотезу савроматської суперкультури і тепер всю величезну територію від Нижнього Дунаю до Монголії для VII—III ст. до н. е. позначає як «Скіфо-сибірський світ», ці ідеї лишаються панівними в Росії й понині.

### Гіпотези за окремішність сарматів і савроматів
В 1910-1920-х роках, російський історик-емігрант, професор Михайло Ростовцев (1870—1952), опираючись на археологічні дані, висловив і далі обстоював гіпотезу, що ці назви стосувалися різних народів. Він запропонував розділити культуру Поволжя, Приуралля і Дону на два періоди: савроматську (VI—III ст. до н. е.) і сарматську (починаючи з II ст. до н. е.), які він розрізняв за поховальним обрядом:
- У савроматів поховання є колективними і являють собою великі квадратні могили, з дромосами-коридорами, які ведуть в могилу. Над могилами насипані кургани, самі поховання орієнтовані на захід.
- Натомість сарматські поховання є індивідуальними і починають з'являтися за Доном лише з II ст. до н. е. , вони являють собою вузькі ями, що є впускними могилами і орієнтовані на південь або північ.

Зрештою, ці ідеї були не прийняті в Радянському Союзі: Граков критикував Ростовцева у своїх статтях, а самого Ростовцева у 1928 виключили з Академії наук СРСР і лише у 1990 році поновили посмертно.
Розділити «савроматську археологічну культуру» пропонували радянські вчені  Б. Ф. Желєзчіков та А. Х. Пшеничнюк, щоб виокремити з неї південноуральські пам'ятки в самостійну археологічну культуру.
У 80-90-х рр. російський археолог та доктор історичних наук М. А. Очир-Горяєва, у своїх роботах наполягала, що археологічні пам'ятки Нижнього Поволжя за багатьма ознаками похоронного обряду і матеріальної культури істотно відрізняються від південноуральських і різниця між ними має фіксуватися на рівні міжкультурних відмінностей. Окрім того, дослідниця вважала за неможливе ототожнювати пам'ятники VI—IV ст. до н. е. міжріччя Дону і Волги та Нижнього Поволжя з савроматами, запропонувавши шукати їх території у безпосередній близькості до Приазов'я та Нижнього Дону.
Український доктор історичних наук Симоненко Олександр підтримує гіпотезу Ростовцева, опираючись на результати останніх археологічних досліджень:
- лише починаючи з II ст. до н. е. на Дону з'являються ранньосарматські довгі мечі і звіриний стиль, які, на його думку, прийшли з гористої місцевості Ордосу (Китай)
- в той самий час у одязі з'являються невідомі до того риси пазирицької культури, що були принесені з Алтаю

При чому, за V-ІІІ ст. до н. е. подібних знахідок немає.
Савроматські пам'ятки, наприклад, кераміка, у II ст. до н. е. все ще зустрічаються на Дону, але вчений пояснює це тим, що нащадків савроматів ніхто не вбивав, а вони поступово асимілювалися і розчинилися серед новоприбулих сарматів.

## Писемні історичні джерела
До Геродота етнонім «савромати» не зустрічається у творах античних авторів. Його попередник, Гекатей Мілетський, у своїй книзі «Землеопис» (злам VI—V ст. до н. е.), яка дійшла до нас лише окремими цитатами у пізніших творах інших авторів, подає докладну характеристику «країни скіфів» та етнокарту племен, що мешкали «в Європі» і «біля Кавказу», з яких виділяв «скіфські»: меланхленів, міргетів, ідів, дандаріїв, типанісів, іксибатів, іамів. Савромати в цьому переліку не згадуються.

### Геродот
«Батько історії» під час своєї мандрівки у Північному Причорномор'ї приблизно у 450 р. до н. е. першим описав землі савроматів:
| За річкою Танаїс (Дон) закінчується Скіфія і починаються землі сарматів, що тягнуться на північ на п'ятнадцять днів шляху, на яких не росте жодних дерев, ні диких, ні насаджених.[14] |
Також Геродот записав легенду про походження савроматів від скіфів і амазонок:
| Коли елліни билися з амазонками, тоді, кажуть, елліни після перемоги на Термодонті відпливли на своїх кораблях із усіма полонянками, яких вони захопили, але у відкритому морі амазонки, напали на еллінів і перебили [всіх] чоловіків. Однак амазонки не були знайомі з мореплавством і не вміли поводитися з кермом, вітрилами та веслами. Після вбивства чоловіків, вони віддалися на волю хвиль і вітру, поки не пристали до Кремнів у землях скіфів, що на озері Меотида. |
| Досягши землі, амазонки заволоділи табуном коней, які належали царським скіфам, і, роз'їжджаючи ними, грабували скіфську землю. Внаслідок грабунків розгорівся конфлікт зі скіфами, які тільки тоді усвідомили, що боролися з жінками, коли побачили трупи амазонок, що загинули у битві. Скіфи припинили воювати і наказали наймолодшим членам племені слідувати за прибульцями і робити все те, що робитимуть вони. Терпінням та хитрістю молоді скіфи зуміли поєднатися з амазонками. Жінки погодилися жити зі своїми чоловіками лише за умови, що вони не залишаться з іншими скіфами, а поїдуть займати інші землі. Так вони перейшли ріку Танаїс (Дон) і пройшли ще на відстань трьох днів шляху від Танаїсу на схід і три дні шляху на північ від Меотидського озера. Коли вони прибули в край, де вони й тепер мешкають, там і оселилися. |
Їх нащадків Геродот у своїй «Історії» називає савроматами (IV, 110—117).
Таким чином, Геродот генетично пов'язує савроматів зі скіфами, підкреслюючи це також зауваженням, що

| Савромати говорять скіфською мовою, але здавна спотвореною (IV, 117).[15] |
Ще він відзначає високий статус жінок

| ...жінки сав-роматів живуть, як і за давніх часів, тобто і на полювання їздять увесь час верхи і разом із своїми чоловіками і без них, і на війну ходять, і одягаються так, як чоловіки.[15] |
та їх войовничість

| Що ж до шлюбів, то ось у них так встановлено: жодна дівчина не виходить заміж, поки вона не вб'є якогось ворога. Буває так, що деякі з них помирають не одружені, якщо їм не довелося виконати це за звичаєм.[15] |

### Ефор
Давньогрецький історик Ефор (405—330 до н. е.), який багато подорожував, століттям пізніше теж підкреслює високе положення жінок і їх войовничість:

| Савромати … дружинам своїм у всьому коряться як господарю; дівчину не раніше видають заміж, ніж вона уб'є ворога.[7] |

### Римські джерела
Про появу савроматів на історичній арені пишуть ще два автори, які вже ототожнюють їх із сарматами.
Повідомлення Діодора Сицилійського (I ст. до н. е.) полягає в наступному: скіфськими царями, в результаті передньоазіатських походів, було переселено багато племен:
| …а найважливіших було два: одне з Ассирії…інше з Мідії, що заснувалося біля річки Танаїс; ці переселенці називалися савроматами.[17] |
Схожу інформацію подає Пліній Старший (I ст. до н. е.):
| По річці Танаїс, що впадає в море двома гирлами, живуть сармати, за переказами нащадки мідян, також розділені на багато племен. Першими живуть савромати одружені, звані так тому, що походять від шлюбів з амазонками.[18] |

## Поховальні обряди
Поховання савроматів є колективними і являють собою великі квадратні могили, з дромосами-коридорами, які ведуть в могилу. Над могилами насипані кургани, самі поховання орієнтовані на захід.
Масові археологічні пам'ятки савроматів не трапляються західніше Сіверського Дінця (притоку Дону). На території України лише одне поховання IV ст. до н. е. (c. Ушкалка Херсонської області) може бути визнане савроматським.

## Цікаві факти
- У літописі Самійла Величка (XVIII ст.) сарматськими називаються два народи: «сарматійський народ польський» та «вольний, шляхетський, савроматійський, козако-руський народ»[19]. Там само щодо козаків вживаються епітети: «сармато-козацькі предки», «слов'яно-козаки», «козако-руські предки»[20].